# Tara Westover
Tara Westover (født i perioden 27-29 september 1986) er en amerikansk forsker i historie. Hendes erindringer Oplyst (En: Educated) (2018) nåede #1 på The New York Times bestseller liste- og hun blev på anbefaling af Bill Gates, udnævnt af Time magazine som en af de 100 mest indflydelsesrige personer i 2019.

## Opvækst
Westover er den yngste af syv børn af Val og LaRee Westover. Hun blev født og opvoksede i Clifton, Idaho (med en befolkning på 259 indbyggere) Hendes forældre er mormoner og i opposition til offentlige myndigheder, skoler og hospitaler, hvorfor hun blev hjemmeundervist. Undervisningen var meget begrænset, idet meget af hendes tid gik med at hjælpe sin mor med at lave naturmedicin. Allerede som tiårig begyndte Tara at arbejde på farens skrotplads, hvor der ikke blev taget hensyn til arbejdsmiljøet. Først som syttenårig fik hun offentlig undervisning, da hun mod forældrenes ønske søgte optagelse på Brigham Young University. Efter at have aflagt eksamen her i 2008, blev hun optaget på Cambridge Universitet, hvor hun fik et stipendium.

## Uddannelse og erhverv
Efter et ophold på Harvard University i 2010, vendte hun tilbage til Trinity College, Cambridge, hvor hun efter at have fået antaget sin Ph.d. i intellectual history, som i Storbritannien er en gren af kulturhistorie, og opnående hermed en doktorgrad ved universitetet.

### Erindringer
I 2018 udkom hendes erindringer Educated, på dansk udgivet under titlen Oplyst.

## Eksterne links
- Wikimedia Commons har flere filer relateret til Tara Westover
- Officiel hjemmeside
- Appearance on C-SPAN
- Broren bankede hende, og faren bestemte, hvad hun måtte have på. Uddannelse reddede Tara Westover fra hendes familie Anmeldelse på bog.dk 18. februar 2019